# Ipaumirim
Ipaumirim este un oraș în statul Ceará (CE) din Brazilia.